# Rewolwer Colt Magnum Carry
Colt Magnum Carry – amerykański rewolwer optymalizowany do przenoszenia w ukryciu i samoobrony.
Po zakończeniu w 1994 roku produkcji rewolweru King Cobra z lufą długości 65 mm (2,5") w ofercie Colta zaczęło brakować krótkolufowego rewolweru kalibru .357 Magnum. Co prawda firma oferowała krótkolufową wersję rewolweru Python, ale była to broń ze zdecydowanie wyższej półki cenowej.
W 1997 roku na rynku pojawił się nowy rewolwer który miał zapełnić tę lukę w ofercie Colta. Nowy model był pierwszym rewolwerem Colta od 1951 roku którego nazwa nie wywodziła się od nazwy węża (Cobra, Python, King Cobra, Anaconda), a określała przeznaczenie nowej broni.
Ponieważ nowy rewolwer miał być bronią przeznaczoną do samoobrony, z której rzadko się strzela konstruktorzy zdecydowali się na znaczne osłabienie szkieletu broni. Zmniejszyło to trwałość broni ale masa spadła do 595 gramów (Python z lufą 2,5" ważył 935 g). Dzięki krótkiej dwucalowej lufie i zmniejszonej masie uzyskano broń znacznie wygodniejszą do długotrwałego noszenia od krótkolufowych wersji starszych modeli Colta.
W 2000 roku firma Colt zdecydowała się zakończyć produkcję większości modeli broni oferowanych na rynku cywilnym. Jednym z modeli których produkcje zakończono był Colt Magnum Carry.

## Opis
Colt Magnum Carry był bronią powtarzalną. Szkielet jednolity. Bęben nabojowy odchylany na lewą stronę. Mechanizm uderzeniowy kurkowy, z samonapinaniem.
Magnum Carry był zasilany z sześcionabojowego bębna nabojowego. Łuski z bębna były usuwane przez rozładownik gwiazdkowy po wychyleniu bębna ze szkieletu.
Lufa gwintowana.
Przyrządy celownicze mechaniczne stałe (muszka i szczerbinka). Rewolwer był wyposażany w jednoczęściową okładkę chwytu wykonaną z gumy.